# لوسیانو اود
لوسیانو اود (انگلیسی: Luciano Aued؛ زادهٔ ۱ مارس ۱۹۸۷) بازیکن فوتبال اهل آرژانتین است.
از باشگاه‌هایی که در آن بازی کرده‌است می‌توان به باشگاه فوتبال جیمناسیا لاپلاتا اشاره کرد.
وی همچنین در تیم ملی فوتبال آرژانتین بازی کرده‌است.